# 里西·蒙卡达
丽克西·拉莫娜·蒙卡达·戈多伊（西班牙語：Rixi Ramona Moncada Godoy，1965年2月13日—），是洪都拉斯政治人物、律师与财政专家，自2024年9月起担任国防部长，成为首位出任该职的女性。她是自由和重建党员，曾于2022年至2024年担任财政部长，2019年至2022年为国家选举委员会委员，2006年至2008年担任劳动与社会保障部长。

她是2025年洪都拉斯大选的总统候选人。